# Santa Maria a Monte
Santa Maria a Monte è un comune italiano di 13 363 abitanti della provincia di Pisa in Toscana.

## Geografia fisica
- Classificazione climatica: zona D, 1916 GR/G
- Diffusività atmosferica: bassa, Ibimet CNR 2002
- Classificazione sismica: zona 2 (sismicità medio-alta), Ordinanza PCM 3274 del 20/03/2003

## Storia
Famosa in passato come avamposto strategico militare (la posizione collinare permetteva di prevedere gli attacchi nemici), Santa Maria a Monte (Castrum Sanctae Mariae ad Montem in latino) è stata sempre molto contesa fra le varie città toscane, "passando" da Firenze a Lucca, sino a diventare territorio pisano.
Vi si trovano Casa Carducci, dove si ritiene abbia vissuto la giovinezza Giosuè Carducci e dove abitò suo padre Michele, medico curante del paese.
Si dice che qui sia avvenuto il cosiddetto dramma di Casa Carducci: il padre del poeta avrebbe ucciso il figlio Dante colpendolo con un bisturi, a quanto pare stufo delle insistenti richieste di denaro di quest'ultimo. Il caso all'epoca venne "archiviato" come suicidio: forse per non rovinare l'immagine di Michele Carducci e per evitargli il carcere. Egli morirà otto mesi dopo, il 15 agosto 1858.
Da ricordare la presenza di Casa Galilei, abitazione del famoso scienziato pisano.
Diana Giuntini è la beata patrona.

### Simboli
Lo stemma e il gonfalone sono stati concessi con decreto del presidente della Repubblica dell'8 giugno 1992.
(D.P.R. 8 giugno 1992)
Il gonfalone è un drappo di giallo.

## Monumenti e luoghi d'interesse

### Architetture religiose
- Chiesa di San Giovanni Evangelista e di Maria Vergine Assunta
- Oratorio della Madonna delle Grazie
- Chiesa di Santa Cristina alle Pianore
- Chiesa del Cuore Immacolato di Maria a Cerretti
- Chiesa dei Santi Giorgio e Jacopo a Montecalvoli
- Chiesa di San Giorgio martire a Montecalvoli, sconsacrata e in fase di trasformazione in centro culturale
- Cappella della Misericordia a Montecalvoli
- Chiesa dei Santi Giuseppe e Anna a San Donato
- Chiesa di Cristo Salvatore a Ponticelli, con dedicazione il 18 gennaio 2020, presieduta dal Vescovo S.E.R. Mons. Andrea Migliavacca. Nell'altare sono state inserite le reliquie di san Francesco di Sales, sant'Antonio Maria Claret, beato Pio Alberto del Corona, beata Diana Giuntini.

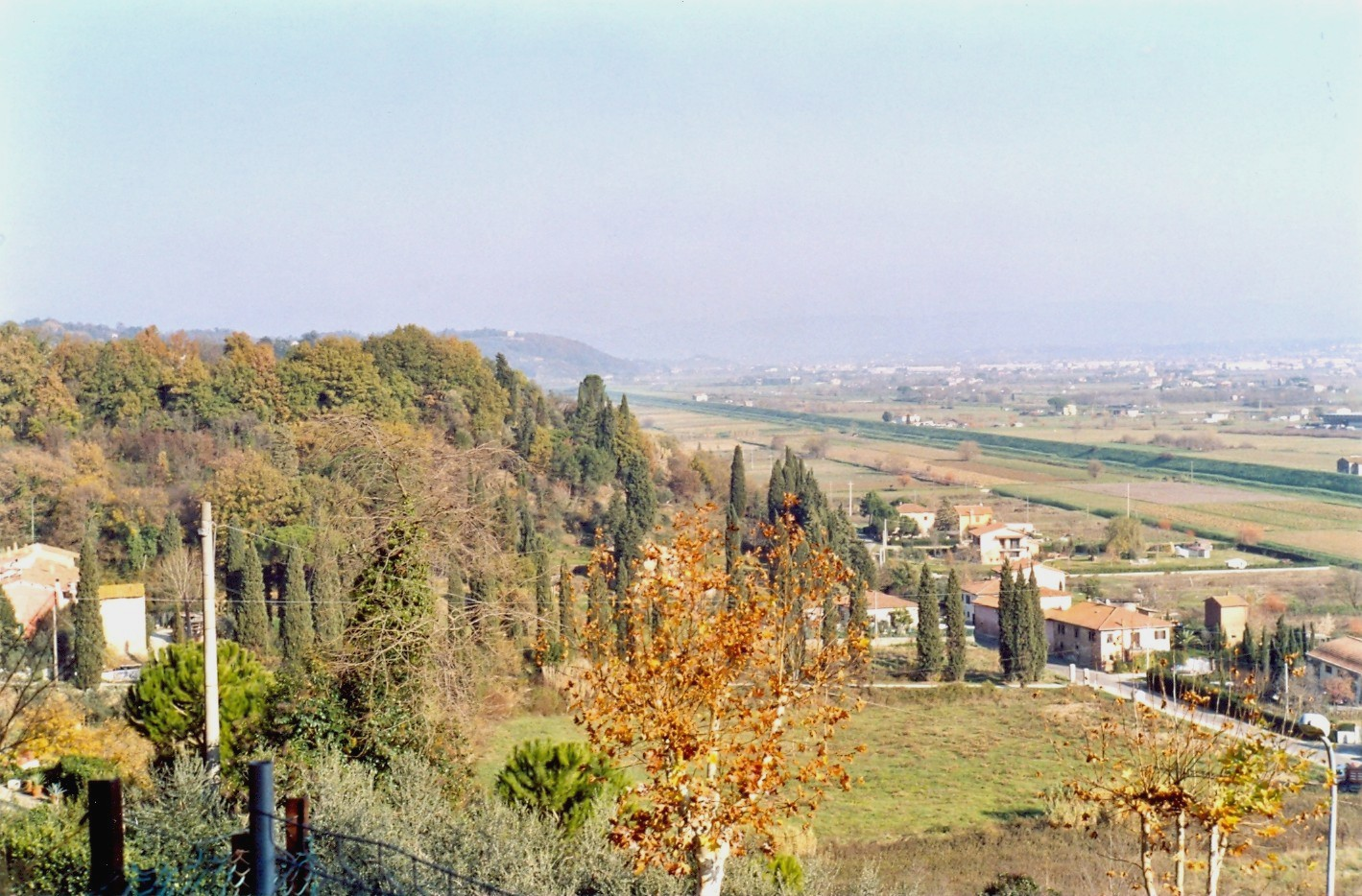
Panorama

### Architetture civili
Villa Medicea delle Pianore

### Siti archeologici
- Parco Archeologico "La Rocca"

### Osservatorio astronomico di Tavolaia
Nel comune di Santa Maria a Monte è ubicato l'Osservatorio astronomico di Tavolaia, operante dal 1999. Di proprietà comunale, è gestito dall'Associazione astronomica "Isaac Newton" di Santa Maria a Monte.
L'osservatorio viene regolarmente aperto al pubblico per serate osservative, conferenze, visite guidate e iniziative di vario tipo.

## Società

### Evoluzione demografica
Abitanti censiti

### Etnie e minoranze straniere
Secondo i dati ISTAT al 31 dicembre 2018 la popolazione straniera residente era di 1 026 persone.
Le nazionalità maggiormente rappresentate in base alla loro percentuale sul totale della popolazione residente erano:
- Albania 297 2,26%
- Romania 230 1,75%

### Associazioni sul territorio
- ASSOCIAZIONE "PER MONTECALVOLI" - cultura
- ASSOCIAZIONE ASTRONOMICA "NEWTON" - osservatorio astronomico
- ASSOCIAZIONE CULTURALE STORIE LOCALI - cultura
- AUSER soccorso argento - servizi per la terza età
- CERRETTINSIEME - socio-ricreativo e sportivo-culturale
- COMITATO FIERA DELL'ASSUNTA - enograstronomico
- COMPAGNIA ARCIERI DELLA COLLINA - sport
- CORALE SAN JACOPO - Associazione culturale
- Gruppo archeologico del Valdarno inferiore - Associazione culturale
- I COLORI DELLA MUSICA - Associazione culturale
- I PENSIERI DI BO' - associazione culturale
- LUNA ROSSA PATTINAGGIO - pattinaggio artistico
- MISERICORDIA di MONTECALVOLI - volontariato
- MISERICORDIA di SANTA MARIA A MONTE - volontariato
- POLISPORTIVA LA PERLA - calcio e pallavolo giovanile
- PUBBLICA ASSISTENZA SANTA MARIA A MONTE - volontariato

## Cultura

### Teatro
- Teatro comunale di Santa Maria a Monte

### Cucina
Il comune di Santa Maria a Monte è noto anche per la patata coltivata detta "Tosca".

Nel paese viene festeggiata ogni anno la "Sagra della Patata Fritta" (periodo intorno ad agosto) e gli abitanti vengono soprannominati volgarmente "patatai".

## Geografia antropica

### Frazioni
Lo statuto comunale considera ufficialmente come frazione solamente il centro abitato di Montecalvoli (67 m s.l.m., 2 632 abitanti), a sua volta suddiviso nelle località di Montecalvoli Alto, comprendente il centro storico, e Montecalvoli Basso, la parte moderna. Sono tuttavia presenti altri otto centri abitati riconosciuti come località abitate e sono Cerretti (88 m s.l.m., 488 ab.), Cinque Case (16 m s.l.m., 189 ab.), Falorni, Le Fontine, Ponticelli, Pregiuntino, San Donato (16 m s.l.m., 530 ab.) e Tavolaia (24 m s.l.m., 72 ab.). Altre località minori sono invece quelle di Pagnaccio (74 m s.l.m., 109 ab.) e Villa Fantoni (16 m s.l.m., 64 ab.).
Montecalvoli, Cinque Case, San Donato e Ponticelli sono situati a sud del capoluogo comunale, con quest'ultimo che è divenuto negli ultimi decenni un quartiere di Santa Maria a Monte, in quanto ne costituisce l'espansione a valle oltre il canale Usciana. Falorni, Le Fontine e Pregiuntino comprendono invece le numerose case sparse che sono situate sulle colline a nord di Santa Maria a Monte, con i centri di Cerretti e Tavolaia posti rispettivamente a nord-est e a nord-ovest.

## Amministrazione
Di seguito è presentata una tabella relativa alle amministrazioni che si sono succedute in questo comune.
| Periodo           | Periodo           | Primo cittadino    | Partito                                    | Carica      | Note   |
| ----------------- | ----------------- | ------------------ | ------------------------------------------ | ----------- | ------ |
| 1º settembre 1944 | marzo 1946        | Paolo Del Guerra   | Comitato di Liberazione Nazionale          | Sindaco     |        |
| aprile 1946       | 1971              | Sisto Marinai      | Partito Comunista Italiano                 | Sindaco     |        |
| 1971              | 1980              | Lino Calvaresi     | Partito Comunista Italiano                 | Sindaco     |        |
| 1980              | 1983              | Angiolo Diomelli   | Partito Comunista Italiano                 | Sindaco     |        |
| 1983              | 1983              |                    |                                            | Comm. pref. |        |
| 1983              | 1988              | Angiolo Diomelli   | Partito Comunista Italiano                 | Sindaco     |        |
| 1º luglio 1988    | 20 agosto 1991    | Silvano Melani     | Partito Socialista Italiano                | Sindaco     | [ 10 ] |
| 20 agosto 1991    | 9 dicembre 1991   | Celestino Di Carlo |                                            | Comm. pref. | [ 10 ] |
| 1º febbraio 1992  | 10 settembre 1994 | Patrizia Marchetti | Partito Socialista Italiano                | Sindaco     | [ 10 ] |
| 10 settembre 1994 | 21 novembre 1994  | Giovanni Forte     |                                            | Comm. pref. | [ 10 ] |
| 21 novembre 1994  | 30 novembre 1998  | Bernardo Vellone   | Partito Popolare Italiano                  | Sindaco     | [ 10 ] |
| 30 novembre 1998  | 27 maggio 2003    | Bernardo Vellone   | centro-sinistra                            | Sindaco     | [ 10 ] |
| 27 maggio 2003    | 15 aprile 2008    | David Turini       | centro-sinistra                            | Sindaco     | [ 10 ] |
| 16 aprile 2008    | 27 maggio 2013    | David Turini       | centro-sinistra                            | Sindaco     | [ 10 ] |
| 27 maggio 2013    | 10 giugno 2018    | Ilaria Parrella    | Nuovo PSI                                  | Sindaco     | [ 10 ] |
| 11 giugno 2018    | 14 maggio 2023    | Ilaria Parrella    | Santa Maria a Monte viva (centro-destra)   | Sindaco     | [ 10 ] |
| 15 maggio 2023    | in carica         | Manuela Del Grande | Santa Maria a Monte Sempre (centro-destra) | Sindaco     | [ 10 ] |

### Gemellaggi
- Fontvieille, dal 1991

La filarmonica di Santa Maria a Monte, la "Giuseppe Verdi", è inoltre gemellata dal 2005 con la filarmonica "La Vittoriosa" di San Francesco al Campo, nella città metropolitana di Torino.